# Янсонс, Арвид Кришевич
А́рвид Кришевич Я́нсонс  (Янсон) (латыш. Arvīds Jansons; 10 октября 1914, Либава, Курляндская губерния — 21 ноября 1984, Манчестер, Большой Манчестер) — латвийский, советский дирижёр, скрипач, музыкальный педагог. Народный артист СССР (1976). Лауреат Сталинской премии второй степени (1951).

## Биография
Родился 10 (23) октября 1914 года (по другим источникам — 24 октября) в Либаве (ныне Лиепая, Латвия).
В 1929—1935 годах обучался в Народной консерватории Лиепаи по классу скрипки. С 1931 года — скрипач оркестра Лиепайской городской драмы и оперы и филармонии. В 1940 году дебютировал как дирижёр в Лиепайской городской драме и опере, где под его управлением была исполнена оперетта Ф. Раймонда «Голубая маска». В середине 1940 года — концертмейстер оркестра и дирижёр симфонического оркестра Даугавпилса (Латвия).
В 1940—1944 годах учился в Латвийской консерватории (ныне Латвийская музыкальная академия имени Язепа Витола) в Риге по классу скрипки (класс Р. Микельсона и А. Норитиса) и композиции.
С 1940 года — скрипач оркестра Латвийской оперы. Параллельно брал уроки дирижирования у Лео Блеха и в 1944 году впервые встал за дирижёрский пульт. Вскоре получил место дирижёра в Латвийской опере (1944—1952). Дирижировал классическими и советскими балетами и операми. В 1946 возглавил симфонический оркестр Латвийского радиокомитета, с которым работал в течение шести лет.
В 1952 году стал ассистентом Евгения Мравинского, а через год — 2-м дирижёром Симфонического оркестра Ленинградской филармонии, где работал до конца жизни. В 1964—1967 годах руководитель второго оркестра Ленинградской филармонии, с которым выступал не только в СССР, но и за границей (страны Европы, Австралия, Япония).
Нередко его приглашали дирижировать зарубежными коллективами, в частности, Токийским симфоническим оркестром (Япония), «Зейланд-оркестром» (Копенгаген, Дания), Городским оркестром и Симфоническим оркестром Финского радио (Хельсинки, Финляндия), оркестром Халле (Манчестер, Великобритания), в котором проработал 20 лет.
Репертуар дирижёра был весьма обширен, его основу составляли сочинения Л. Бетховена, И. Брамса, Я. Сибелиуса, П. И. Чайковского, Д. Д. Шостаковича, С. С. Прокофьева, Г. В. Свиридова, А. И. Хачатуряна, М. И. Чулаки и др. Звучание оркестра под его управлением отличалось яркостью и живостью интерпретации, глубоким драматизмом, оригинальностью фразировки.
Под его управлением впервые прозвучали многие произведения ленинградских композиторов — Третья симфония и концерт для скрипки с оркестром Б. А. Арапова, соната для фортепиано и струнного оркестра В. Н. Салманова, цикл «Песни вольницы» С. М. Слонимского для сопрано и баритона с оркестром, «Поэма памяти погибших в годы блокады Ленинграда» и «Драматическая поэма» А. П. Петрова для органа, струнных, 4 труб, 2 фортепиано и ударных, оратория «Ленинградская поэма» Г. Г. Белова, Первая симфонии Г. И. Уствольской, сочинений Л. А. Пригожина, И. И. Шварца и др.
Как дирижёр участвовал в международных музыкальных фестивалях: «Пражская весна» (Чехословакия, 1975), «Софийские музыкальные недели» (Болгария, 1977), «Berliner Festlage» (Германия, 1977), «Савонлинна» (Финляндия, 1979).
Был членом жюри Международного оркестрового конкурса Фонда Г. фон Караяна (Западный Берлин, 1974), Международного конкурса дирижёров им. Г. Фительберга в Катовице (Польша, 1979).
Умер 21 ноября 1984 года в Манчестере от сердечного приступа во время концерта, дирижируя оркестром Халле. Похоронен в Ленинграде на Литераторских мостках Волковского кладбища.

## Педагогическая деятельность
С 1935 года — преподаватель класса скрипки в консерватории в Лиепае. С 1965 года активно занимался педагогической деятельностью, давая мастер-классы в Германии, Финляндии и Швеции. В 1958—1971 годах проводил курсы дирижёрского мастерства в Финляндии и периодически преподавал дирижирование в Академии им. Я. Сибелиуса в Хельсинки. В 1965—1975 годах руководил Международными курсами дирижёрского мастерства в Веймаре. В 1973—1975 годах — руководитель семинара оркестрового исполнительства в Швеции.
В 1972—1984 годах заведовал кафедрой оперно-симфонического дирижирования в Ленинградской консерватории имени Н. А. Римского-Корсакова (профессор). С 1972 по 1976 год руководил оркестровым классом консерватории.

## Семья
- Жена (с 1940 года) — Ираида Германовна Янсонс (урождённая Ида Германовна Блюменфельд, ?—2003), известная в предвоенной Латвии оперная певица, с которой он познакомился в Лиепае. Во время Холокоста в Латвии Арвид Кришевич укрывал жену и новорожденного сына, в то время как её отец, уроженец Митавы, инженер-технолог Герман Менделевич Блюменфельд (1875—1941) и братья Гермес (1917—1941) и Георг (1913—1941) погибли в Рижском гетто[6][7]. В первые дни войны её отец договорился с двумя латышскими врачами, чтобы они засвидетельствовали, что Ида — приёмная дочь, удочерённая из русской семьи; благодаря этому она получила арийские документы и избежала депортации в гетто[8].
  - Сын — Марис Арвидович Янсонс (1943—2019), дирижёр, музыкальный педагог. Народный артист РСФСР (1986).

## Награды и звания
- Всесоюзный смотр-конкурс молодых дирижёров (2-я премия, Ленинград, 1946)
- Заслуженный артист Латвийской ССР (1950)[9]
- Заслуженный деятель искусств РСФСР (1957)
- Народный артист РСФСР (1968)[10]
- Народный артист СССР (1976)
- Сталинская премия второй степени (1951) — за дирижирование оперным спектаклем «Сакта свободы» А. П. Скулте
- Орден Трудового Красного Знамени (1971)
- Орден Дружбы народов (1983)
- Два ордена «Знак Почёта» (1946, 1956)
- Медаль «За доблестный труд в Великой Отечественной войне 1941—1945 гг.» (1945)
- Медаль «За доблестный труд. В ознаменование 100-летия со дня рождения Владимира Ильича Ленина» (1970)
- Медаль «Тридцать лет Победы в Великой Отечественной войне 1941—1945 гг.» (1976)
- Почётные грамоты Президиума Верховного Совета Латвийской ССР (1945, 1949, 1950)
- Почётная грамота Президиума Верховного Совета Туркменской ССР (1965)
- Почётная грамота Президиума Верховного Совета Таджикской ССР (1967)
- Почётная грамота Президиума Верховного Совета Молдавской ССР (1972)
- Серебряная медаль Токио (1964)
- Почётный дирижёр Токийского симфонического оркестра (1958).
- Почётный гражданин Токио (1964)

## Дирижёр

### Латвийская опера
Балеты:
- 1944 — «Лебединое озеро» П. И. Чайковского
- 1945 — «Дон Кихот» Л. Ф. Минкуса
- 1947 — «Лайма» Л. Я. Лепина
- 1948 — «Спящая красавица» П. И. Чайковского
- 1950 — «Сакта свободы» А. П. Скултэ
- «Бахчисарайский фонтан» Б. В. Асафьева
- «Красный мак» Р. М. Глиэра

Оперы:
- 1945 — «Тоска» Дж. Пуччини
- 1946 — «Пиковая дама» П. И. Чайковского
- 1946 — «Риголетто» Дж. Верди
- 1951 — «Отелло» Дж. Верди

### Другое
- 1976 — «Пиковая дама» П. И. Чайковского (Финляндия)
- 1978 — «Дуэнья» С. С. Прокофьева (Финляндия, Норвегия)